# Werbiwci (obwód czerniowiecki)
Werbiwci (ukr. Вербівці) – wieś na Ukrainie, w obwodzie czerniowieckim, w rejonie czerniowieckim, w hromadzie Zastawna. W 2001 liczyła 527 mieszkańców, spośród których 521 wskazało jako ojczysty język ukraiński, 4 rosyjski, 1 rumuński, a 1 inny.